# Women's European Nations Cup 2002
El Women's European Nations Cup (Copa de Naciones Europea Femenina) de 2002 fue la séptima edición del torneo femenino de rugby.

## Equipos participantes
- Selección femenina de rugby de Alemania
- Selección femenina de rugby de Italia
- Selección femenina de rugby de Países Bajos
- Selección femenina de rugby de Suecia

## Resultados

### Semifinales
| 20 de marzo | Italia | 16 - 0 | Alemania |  |  |

| 20 de marzo | Suecia | 22 - 0 | Países Bajos |  |  |

### Tercer puesto
| 23 de marzo | Alemania | 12 - 10 | Países Bajos |  |  |

### Final
| 23 de marzo | Italia | 35 - 24 | Suecia |  |  |

| Bandera de Italia |
| Campeón Italia    |
| Primer título     |